# Paroedura lohatsara
Paroedura lohatsara är en ödleart som beskrevs av  Frank Glaw VENCES och SCHMIDT 200. Paroedura lohatsara ingår i släktet Paroedura och familjen geckoödlor. IUCN kategoriserar arten globalt som akut hotad. Inga underarter finns listade i Catalogue of Life.